# Lawson-Nunatakker
Die Lawson-Nunatakker sind eine 6 km lange Reihe Nunatakker im ostantarktischen Viktorialand. In den Usarp Mountains ragen sie 6 km südwestlich des Keim Peak auf. 
Der United States Geological Survey kartierte sie anhand eigener Vermessungen und Luftaufnahmen der United States Navy aus den Jahren von 1960 bis 1962. Das Advisory Committee on Antarctic Names benannte sie 1970 nach Gerald J. Lawson Biologe des United States Antarctic Research Program auf der McMurdo-Station zwischen 1957 und 1968.